# Музыкальный фестиваль

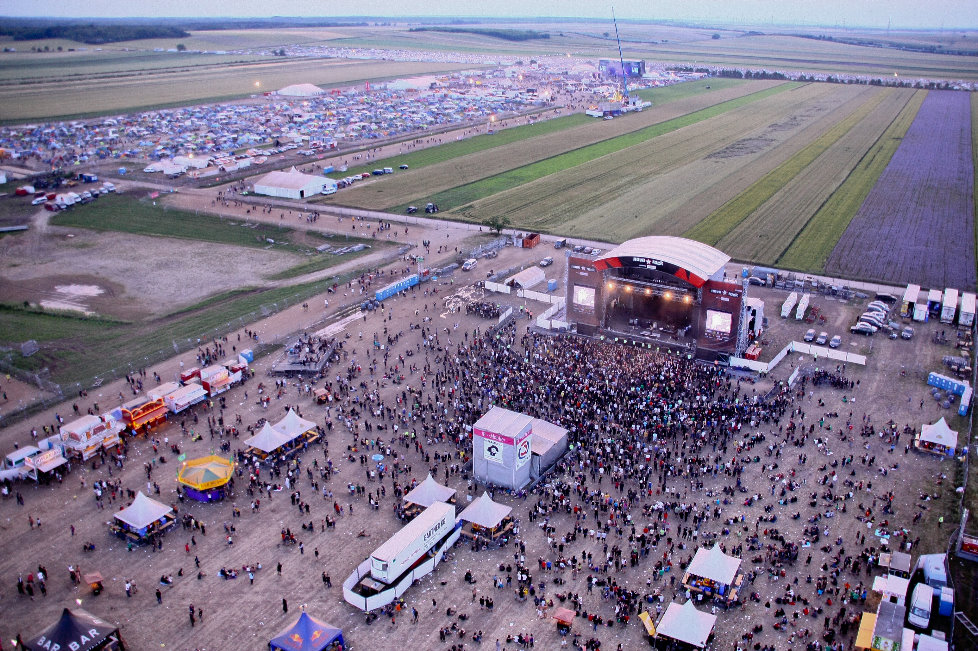
Фестиваль в Никкельсдорфе, Австрия

Музыка́льный фестива́ль — мероприятие, ориентированное на проведение различных музыкальных выступлений и демонстрацию инструментального мастерства, зачастую представленное такими музыкальными жанрами как: рок, блюз, фолк, джаз и классическая музыка.
Обычно фестивали проводятся во время национальных, музыкальных и других видов праздников, на открытом воздухе, с палатками или на крышах. Исполнители выступают на временно построенных сценах. Часто во время фестивалей проводятся различные социальные или культурные мероприятия: продажа продуктов питания и товаров, перформансы, демонстрация ремёсел и исполнительское искусства. На музыкальных фестивалях, связанных с благотворительностью, может доводиться информация о социальных или политических вопросах. Многие фестивали проводятся ежегодно или повторяются через определенное время. Некоторые, включая многие рок-фестивали, проводятся только один раз.
Некоторые фестивали организуются как некоммерческие концерты, а другие — в качестве сбора средств для конкретного благотворительного проекта. Другой тип музыкального фестиваля — просветительский, который ежегодно организуется в местных общинах, региональных или национальных, для поддержки музыкантов — всех возрастов и уровня профессионализма.

## История

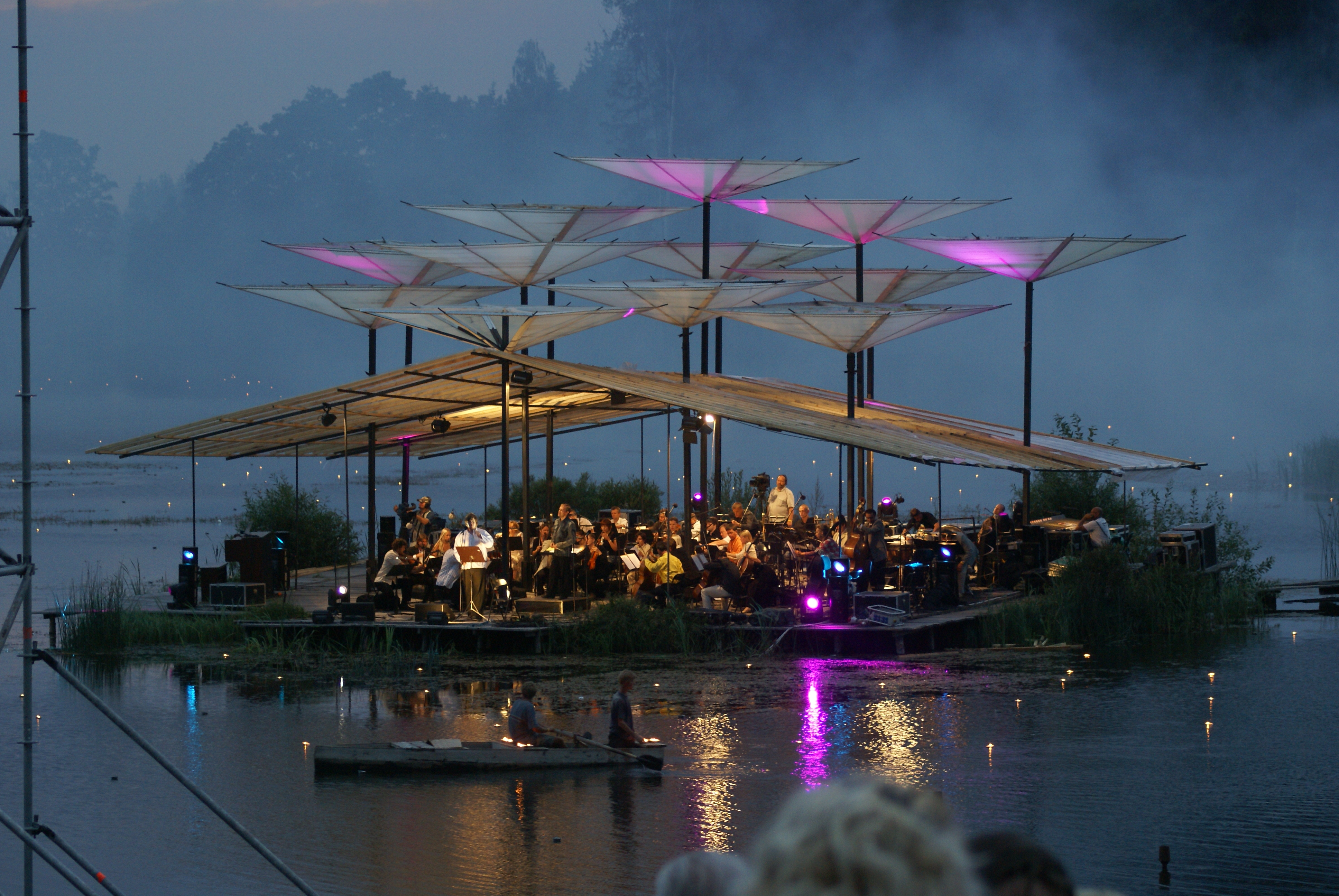
Фестиваль Leigo Järvemuusika, 2007 год

### Древность и средневековье
Пифийские игры в Дельфах включали музыкальные выступления, и, возможно, это один из древнейших известных фестивалей. Во время Средневековья фестивали часто проводились как соревнования, к примеру — рыцарские турниры.

### Нынешнее время
В настоящее время музыкальные фестивали стали развиваться как отрасль, которая способствует повышению экономики страны. Например, фестиваль музыки и искусств Coachella Valley заработал в 2017 году 114,6 миллионов долларов. Музыкальные фестивали, в нынешнее время, также могут служить рекламой для брендов, создавая для них уникальный образ и привлекая посетителей.

## Музыкальное образование

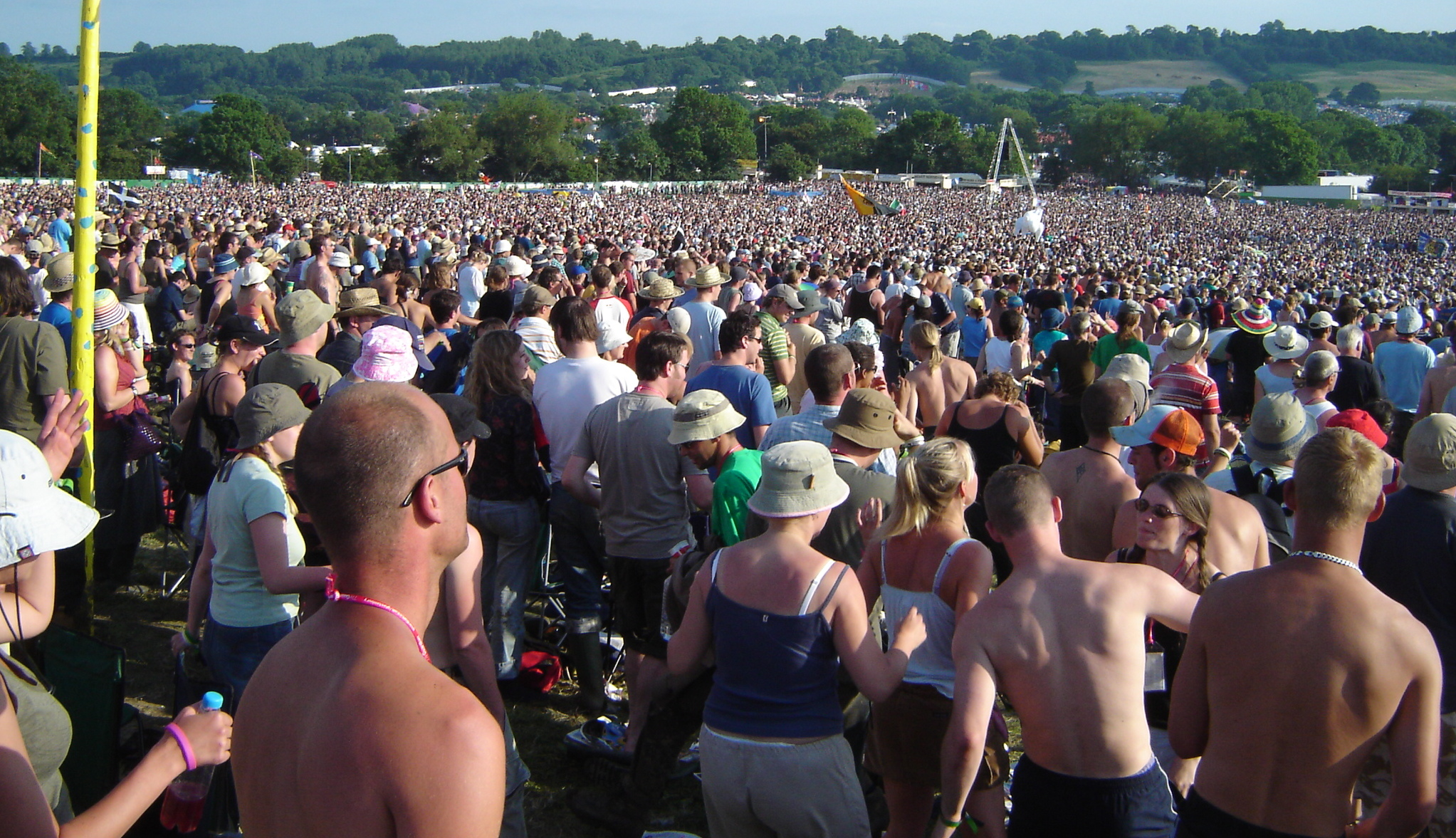
Фестиваль Гластонбери, Англия, 2007 год

Другой тип музыкального фестиваля — просветительский, который зачастую ежегодно организовывается в местных общинах, региональных или национальных, для поддержки музыкантов-любителей всех возрастов и уровня профессионализма. Выступающие исполняют подготовленные произведения или песни перед аудиторией, которая включает участников соревнований, семьи и друзей, членов сообщества, а также одного или нескольких судей. Жюри, которое может состоять из преподавателей музыки, профессоров или профессиональных исполнителей, даёт устную или письменную оценку каждому исполнителю или группе. Судьей могут выбрать стороннего человека, который никогда не контактировал с участниками, как это происходит, когда судью приглашают из другого города. Также, победители зачастую получают сертификат, классифицированный по заслугам или рейтингам, а некоторые могут выиграть трофеи или даже стипендии. Самый важный аспект заключается в том, что участники могут учиться друг у друга, а не конкурировать. Такие фестивали имеют целью обеспечить дружественную и благоприятную платформу для стимулирования увлечения музыкой. Для многих людей они обеспечивают переход от репетиция к уверенному выступлению на публике; для нескольких лучших исполнителей они предоставляют путь к дальнейшему профессиональному изучению музыки в колледже, университете или консерватории.

## Крупнейшие фестивали
11-дневный фестиваль в Милуоки, Summerfest, позиционирует себя как «самый большой музыкальный фестиваль в мире». Он проводится ежегодно начиная с 1968 года, аудитория мероприятия составляет от 800 000 до 1 000 000 человек, а количество выступающих на нём музыкальных исполнителей — более 800-та. В 1969 году фестиваль Вудсток привлёк почти 500 000 посетителей, а его польский аналог, Przystanek Woodstock, в 2014 году смог собрать около 750 000 зрителей, тем самым став тем самым крупнейшим ежегодным фестивалем под открытым небом в Европе и вторым крупнейшим в мире. Для сравнения, датский фестиваль Roskilde ежегодно привлекает около 135 000 зрителей. Фестиваль Гластонбери имеет стабильную ежегодную аудиторию около 275 000 зрителей, однако, примерно каждые пять лет также проводит дополнительный фестиваль осенью, за счёт чего считается крупнейшим ежегодным фестивалем под открытым небом. Старейшим ежегодным фестивалем поп-музыки считается нидерландский Pinkpop Festival, хотя в других жанрах есть мероприятия гораздо старше его: так, Three Choirs Festival в Великобритании проводятся ежегодно с 1719 года. Музыкальный фестиваль в Квинсленде, основанный в 1999 году со штаб-квартирой в Брисбене, Австралия, является крупнейшим музыкальным фестивалем на суше, как мероприятие проводимое раз в два года в масштабах штата, которое длится три недели в течение июля.